# American Scientist
American Scientist est un magazine de vulgarisation scientifique et technologique écrit en langue anglaise et produit aux États-Unis depuis 1913 par Sigma Xi, The Scientific Research Society. Chaque parution bimensuelle comprend de deux à cinq articles vedettes (feature articles) rédigés par des scientifiques ou des ingénieurs réputés. Pour y parvenir, ces auteurs font une analyse des recherches les plus récentes dans différents champs scientifiques. Une fois un article rédigé, des éditeurs scientifiquement formés révisent le texte avant qu'il ne soit publié. À chaque article, des photographies ou des schémas sont ajoutés pour faciliter la compréhension du sujet ou pour mettre en avant certaines notions.